# Cuscuta macvaughii
Cuscuta macvaughii är en vindeväxtart som beskrevs av Truman George Yuncker. Cuscuta macvaughii ingår i släktet snärjor, och familjen vindeväxter. Inga underarter finns listade i Catalogue of Life.